# Zula Pogorzelska
Zula Pogorzelska, née Zofia Pogorzelska en 1896 à Eupatoria en Crimée et morte le 10 février 1936 à Wilno (Vilnius) à la suite d'une syringomyélie à la moelle épinière, est une chanteuse, actrice et danseuse de cabaret polonaise.  

## Biographie
En 1919, Zula Pogorzelska débuta au théâtre Bagatela de Cracovie. Elle continua sa carrière de comédienne au théâtre Qui Pro Quo de Varsovie dans les années 1920 jusqu'en 1930.
En parallèle à son métier de comédienne, elle joua dans des films, chanta et dansa dans des cabarets et café-concerts jusqu'en 1934. Le public appréciait sa façon gouailleuse d'interpréter la chansonnette dont certaines furent écrites par le poète et humoriste polonais Marian Hemar. Elle devint la coqueluche du public polonais qui la surnomma la Mistinguett polonaise.
Son état de santé la força à arrêter sa carrière en 1935. Elle est emportée par une syringomyélie à la moelle épinière en 1936. 
Zula Pogorzelska était la femme du réalisateur et acteur polonais Konrad Tom-Runowiecki.

## Filmographie
- 1926 : Gorączka złotego
- 1930 : Bas-fonds de Michał Waszyński
- 1931 : Bezimienni bohaterowie de Michał Waszyński
- 1932 : Sto metrów miłości de Michał Waszyński
- 1933 : Romeo i Julcia de Jan Nowina-Przybylski
- 1933 : Zabawka de Michał Waszyński
- 1933 : Dwanaście krzeseł de Michał Waszyński
- 1934 : Kocha, lubi, szanuje de Michał Waszyński